# Reactiu de Tollens

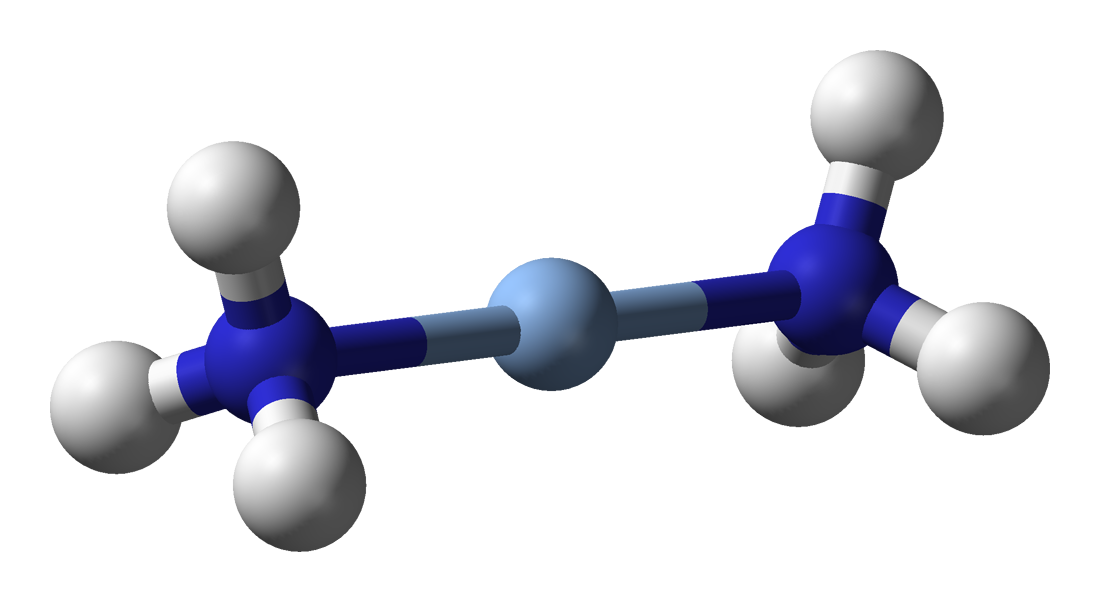
Model del catió diamina-plata (I), [Ag (NH _{ 3 }) _{ 2 }] ^{+}

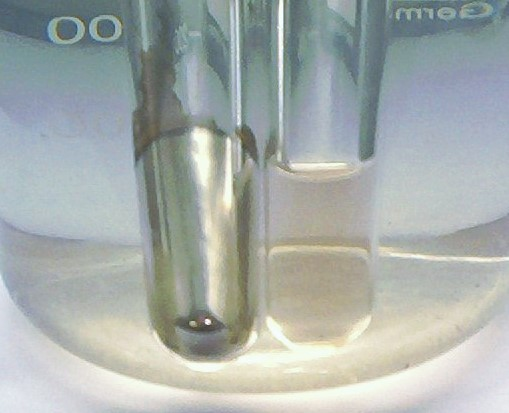
Prova d'Tollens amb aldehid: positiu a l'esquerra (mirall de plata), negatiu a la dreta.

El  reactiu de Tollens és un complex aquós de diamina-plata, presentat usualment sota la forma de nitrat. Rep aquest nom en reconeixement del químic alemany Bernhard Tollens.

## Usos
El complex diamina-plata (I) és un agent oxidant, reduint-se a plata metàl·lic, que en un got de reacció net, forma un "mirall de plata". Aquest és usat per verificar la presència d'aldehids, que són oxidats a àcids carboxílics.
Una vegada que ha estat identificat un grup carbonil en la molècula orgànica amb 2,4-dinitrofenilhidrazina (també conegut com el reactiu de Brady o 2,4-DNPH), el reactiu de Tollens pot ser usat per discernir si el compost és una cetona o un aldehid. A l'agregar l'aldehid o la cetona al reactiu de Tollens, posi el tub d'assaig en un bany Maria tebi. Si el reactiu és un aldehid, el test de Tollens resulta en un mirall de plata. En un altre cas, pot formar-se o no un mirall groguenc.
El reactiu de Tollens és també un test per alquins amb l'enllaç triple en la posició 1. En aquest cas es forma un precipitat groc de carbur de plata.

## Seguretat
El reactiu ha de preparar en el moment i mai emmagatzemat per més d'un parell d'hores. Després de realitzar el test, la barreja resultant ha de ser acidificada amb àcid diluït abans de ser rebutjada. Aquestes precaucions prevenen la formació de l'altament explosiu fulminant de plata, que és fonamentalment nitrur de plata, Ag  3  N.